# Vrijwillige, voorafgaande en geïnformeerde toestemming
Vrijwillige, voorafgaande en geïnformeerde toestemming (Engels: free, prior and informed consent, FPIC) is een term die gebruikt wordt om inheemse volken in directe zin (bottom-up) te raadplegen en te laten deelnemen bij de ontwikkeling van voorouderlijk land of het gebruik van hulpbronnen binnen hun grondgebied.
Het United Nations Permanent Forum on Indigenous Issues (UNPFII) definieerde dit concept als volgt:
- 'Vrijwillig' betekent dat er geen manipulatie of dwang van de inheemse bevolking is en dat het proces zelfgestuurd is door degenen die door het project worden beïnvloed.
- 'Voorafgaand' wil zeggen dat er voldoende toestemming wordt gevraagd voordat acties in gang worden gezet of goedgekeurd en dat de tijd voor het consultatieproces gegarandeerd moet zijn.
- 'Geïnformeerd' gaat ervan uit dat de inheemse bevolking toereikende informatie ontvangt over de belangrijkste punten van het project, zoals de aard, omvang, tempo, omkeerbaarheid, reikwijdte, reden en de tijdsduur.
- 'Toestemming' houdt in dat deze is verkregen door middel van participatie en overleg met de centrale vertegenwoordigers.[3]

## Pensioenfondsen en beleggingen
In Nederland zijn er enkele pensioenfondsen die beleggen volgens dit principe. In haar portfolio nemen het PMT (Pensioenfond Metaal en Techniek) en Pensioenfonds Detailhandel alleen ondernemingen op die de FPIC-voorwaarden respecteren ten aan zien van landrechten. PFZW heeft een vergelijkbaar beleid, maar dat beperkt zich vooralsnog tot de sectoren landbouw, bosbouw en visserij. BPL Pensioen en Pensioenfonds Vervoer gaan er ook van uit dat de bedrijven waarin ze investeren het FPIC-principe respecteren, maar alleen voor inheemse volkeren en niet andere soorten landgebruikers.